# Stowarzyszenie Sędziów Polskich „Iustitia”

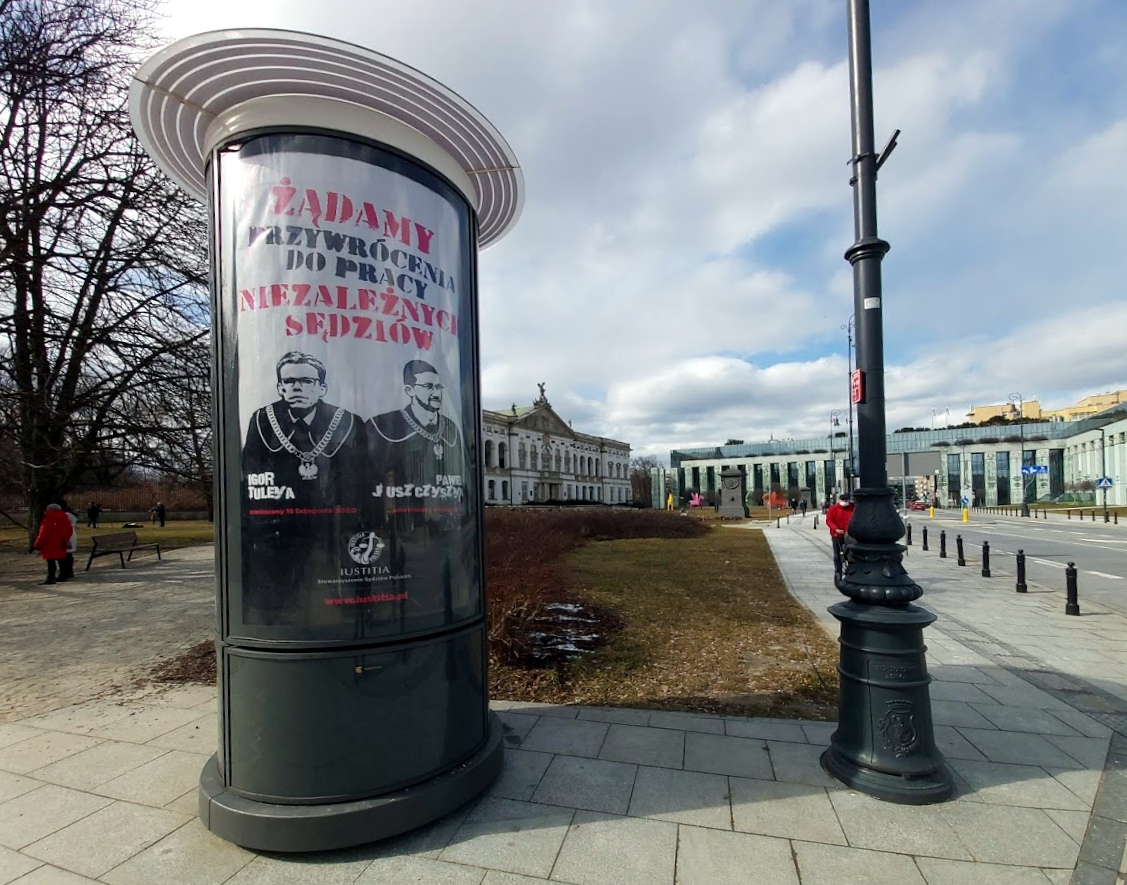
Afisz Stowarzyszenia Sędziów Polskich „Iustitia” przed budynkiem Sądu Najwyższego w Warszawie wzywający do przywrócenia do orzekania sędziów Igora Tuleyi i Pawła Juszczyszyna

Stowarzyszenie Sędziów Polskich „Iustitia” – największe polskie stowarzyszenie zawodowe sędziów. Skupia ponad 3500 sędziów (około 30% wszystkich sędziów w Polsce). Stowarzyszenie deklaruje się jako niezależne, apolityczne i samorządne. Zgodnie ze statutem, celami stowarzyszenia jest dbanie o niezależność sądów i niezawisłość sędziowską, reprezentowanie interesów środowiska sędziowskiego, realizacja zasad demokratycznego państwa prawnego, praw człowieka i wolności obywatelskich oraz kształtowanie opinii publicznej i współuczestniczenie w pracach legislacyjnych.
Wraz z polskim oddziałem wydawnictwa C.H. Beck Stowarzyszenie wydaje kwartalnik „Iustitia”.
Stowarzyszenie posiada konta w mediach społecznościowych, takich jak Facebook, Twitter, Instagram. Profil facebookowy obserwuje 74 tys. osób (sierpień 2024).
„Iustitia” jest członkiem międzynarodowych organizacji sędziowskich:
- Światowej Unii Sędziów (IAJ) (International Association of Judges – Union Internationale des Magistrats(inne języki)), (od roku 2000)
- Europejskiej Unii Sędziów (EAJ)
- Stowarzyszenia „Europejscy Sędziowie i Prokuratorzy dla Demokracji i Wolności” (Magistrats Européens pour la Démocratie et les Libertés – MEDEL) (od roku 1993) (przedstawicielka Iustitii sędzia Monika Frąckowiak pełni funkcję członka zarządu tego stowarzyszenia)

W 2016 stanowisko prezesa objął dr hab. Krystian Markiewicz, sędzia Sądu Okręgowego w Katowicach i profesor nadzwyczajny Wydziału Prawa i Administracji Uniwersytetu Śląskiego. Rzecznikiem Stowarzyszenia jest sędzia Sądu Rejonowego Poznań Stare Miasto Bartłomiej Przymusiński. Ten ostatni został w 2025 nowym prezesem stowarzyszenia.
Członkami Stowarzyszenia są znani z obrony praworządności w Polsce oraz występów medialnych sędziowie. Oprócz władz organizacji, są to m.in. sędziowie: Igor Tuleya, Paweł Juszczyszyn, Piotr Gąciarek, Marta Kożuchowska-Warywoda, Katarzyna Kałwak, Olimpia Barańska-Małuszek, Katarzyna Wróbel-Zumbrzycka, Monika Frąckowiak, Urszula Żółtak, Jakub Kościerzyński i Arkadiusz Krupa.
W stosunku do prawie wszystkich z nich Rzecznicy Dyscyplinarni Ministra Sprawiedliwości wszczęli postępowania dyscyplinarne czy też prowadzili różne przesłuchania.
Do Iustitii należy również prof. Małgorzata Gersdorf oraz wielu naukowców, wykładowców akademickich oraz przedstawicieli polskiego sądownictwa.

## Historia powstania oraz działalność przed rokiem 2015
„Iustitia” założona została wiosną 1990 pod nazwą: Stowarzyszenie Sędziów Orzekających „Iustitia” przez grupę sędziów z Warszawy i Trójmiasta. Pierwszym prezesem – wówczas przewodniczącą – została sędzia Sądu Najwyższego Maria Teresa Romer, autorka nazwy „Iustitia”. Początkowo stowarzyszenie było organizacją jednolitą, później zaczęło tworzyć oddziały, zwłaszcza pod koniec lat 90. XX wieku, gdy nastąpił jego rozwój i obszar działania rozszerzył się na całą Polskę.
Przez pierwszych kilka lat funkcjonowania finansowanie Stowarzyszenia zapewniały amerykańskie dotacje. Amerykańskie stowarzyszenie prawników American Bar Association, utworzyło agendę pod nazwą Central and East European Law Initiative (CEELI), mającą na celu wspomaganie krajów wyzwolonych spod komunistycznego panowania w ich dążeniu do praworządności i demokracji.
Największym programem szkoleniowym „Iustitii” był przeprowadzony w latach 1998–1999 cykl szkoleń sędziów związany z wejściem w życie od 1 września 1998 r. nowych kodeksów karnych, prowadzony przy wsparciu Departamentu Stanu USA. „Iustitia” zorganizowała wtedy szkolenia dla niemal wszystkich polskich sędziów orzekających w sprawach karnych.
W 1998, w wyniku uchwalenia nowego statutu, organizacja zmieniła nazwę na Stowarzyszenie Sędziów Polskich „Iustitia” i przyjęła strukturę federacyjną (poszczególne oddziały samodzielnie realizują cele stowarzyszenia, niesprzecznie z decyzjami jego władz i mogą posiadać osobowość prawną). Najwyższą władzą jest zebranie delegatów wybieranych w oddziałach (wcześniej było nią walne zebranie członków), a tytuł przewodniczącego zmieniono na tytuł prezesa.
W 2010 stowarzyszenie zgłaszało propozycję do nowelizacji ustawy aby wybór sędziów do Trybunału Konstytucyjnego nie odbywał się drogą polityczną.
W 2012 roku Stowarzyszenie sprzeciwiało się reformie ministra Jarosława Gowina polegającej na zniesieniu 79 sądów. „Iustitia” wzięła udział w manifestacji w marcu 2012 r., a po jej wprowadzeniu angażowała się w działania zmierzające do reaktywacji sądów zniesionych. Po trwającym trzy lata zamieszaniu na mapę Polski wróciło 76 sądów, zniesione pozostały tylko trzy najmniejsze.
Byli prezesi Stowarzyszenia:
- Sędzia SN Maria Teresa Romer (lipiec 1990 – czerwiec 2008)
- Sędzia NSA Irena Kamińska (październik 2008 – listopad 2009).
- Sędzia SSO w Szczecinie Maciej Strączyński (luty 2010 – kwiecień 2016)

## Członkostwo oraz struktura organizacyjna
Członkami Stowarzyszenia mogą być tylko sędziowie polskich sądów powszechnych, administracyjnych, wojskowych i Sądu Najwyższego, w tym sędziowie w stanie spoczynku. Sędzia składając podpisaną deklarację członkowską automatycznie zostaje członkiem stowarzyszenia bez jakiejkolwiek procedury przyjmowania. Odejście ze służby bez względu na jego przyczynę oznacza utratę członkostwa.
Władze:
- zebranie delegatów odbywające się nie rzadziej niż raz w roku;
- zarząd wybierany przez zebranie delegatów na 3-letnią kadencję (7-10 członków),
- komisja rewizyjna (3-osobowa)

Poza oddziałami w „Iustitii” funkcjonuje osiem zespołów programowych (tematycznych): informacyjny, prawa cywilnego, prawa karnego, międzynarodowy, monitorowania postępowań immunitetowych i dyscyplinarnych, szkoleniowy, statutowy oraz organizacji sądownictwa.

## Działalność po 2015 roku
W grudniu 2015 w związku ze zmianami w Trybunale Konstytucyjnym, które zapoczątkowały wielomiesięczny kryzys wokół Trybunału, Stowarzyszenie wydało uchwałę wyrażającą stanowczy sprzeciw wobec poselskiego projektu ustawy z 16.12.2015 o zmianie ustawy o Trybunale Konstytucyjnym, prowadzącej do, zdaniem „Iustitii” paraliżu tego organu, i co za tym idzie naruszenia art. 10 Konstytucji Rzeczypospolitej Polskiej, zgodnie z którym ustrój Rzeczypospolitej Polskiej opiera się na podziale i równowadze władz. Jednocześnie Stowarzyszenie zaapelowało do Prezydenta RP Andrzeja Dudy o powstrzymanie się od przyjęcia ślubowania od osób wybranych przez Sejm 2 grudnia 2015 na stanowiska sędziów Trybunału Konstytucyjnego do czasu rozstrzygnięcia przez Trybunał skarg dotyczących zgodności z Konstytucją RP wspomnianej wyżej ustawy.
„Iustitia” zorganizowała 3 września 2016 w Warszawie Nadzwyczajny Kongres Sędziów Polskich, w którym wzięło udział ponad 1000 sędziów z całej Polski. Wśród postulatów Kongresu znalazło się przekazanie nadzoru administracyjnego nad sądami powszechnymi w miejsce organu politycznego – Ministra Sprawiedliwości Pierwszemu Prezesowi Sądu Najwyższego, apel o poszanowanie wyroków Trybunału Konstytucyjnego i ich publikowanie oraz postulat powołania ogólnopolskiego organu samorządu sędziowskiego, a także ograniczenia roli czynnika politycznego przy powoływaniu sędziów, w tym sędziów Trybunału Konstytucyjnego.
Sędziowie podjęli również uchwałę, w której zwrócili uwagę na dramatyczną sytuację sędziów w Turcji po stłumieniu puczu przez władzę państwową i wyrazili swoją solidarność i poparcie dla nich („Iustitia” w latach późniejszych często podnosiło w swoich uchwałach i wystąpieniach kwestię dotyczącą sytuacji sędziów tureckich prześladowanych brutalnie przez władzę polityczną, w 2019 zorganizowano wystawę oraz spotkanie z jednym z prześladowanych sędziów tureckich na Festiwalu Pol’and’Rock).
W marcu 2017 SSP „Iustitia” przedstawiło projekt ustawy o Krajowej Radzie Sądownictwa. Projekt zakładał zwiększenie wpływu obywateli (a nie polityków) na skład Krajowej Rady Sądownictwa, reprezentację w Radzie sędziów wszystkich szczebli oraz proces wyboru do Rady połączony z publicznym wysłuchaniem kandydatów.
W obliczu pogłębiającego się kryzysu konstytucyjnego związanego ze sparaliżowaniem działalności Trybunału Konstytucyjnego i kolejnymi sygnałami o projektowanych zmianach w sądownictwie zmierzających do podporządkowania sądów władzy politycznej, SSP „Iustitia” wraz Naczelną Radą Adwokacką i Krajową Izbą Radców Prawnych zorganizowało w dniu 20 maja 2017 r. Kongres Prawników Polskich w Katowicach. W trakcie tego Kongresu powstała Społeczna Komisja Kodyfikacyjna, która podjęła prace nad usprawnieniem procedur sądowych. Wyniki prac tej Komisji zostały przedstawione na Drugim Kongresie Prawników Polskich, który odbył się 1 czerwca 2019 w Poznaniu.
W lipcu 2017 do Sejmu wpłynął projekt zakładający przeniesienie w stan spoczynku wszystkich sędziów Sądu Najwyższego, zmiany w Krajowej Radzie Sądownictwa oraz podporządkowanie sądów powszechnych Ministrowi Sprawiedliwości poprzez umożliwienie mu dowolnej wymiany osób sprawujących funkcje kierownicze w sądach. Doprowadziło to do kolejnego sporu – kryzysu wokół Sądu Najwyższego. W związku ze zgłoszonymi, a następnie uchwalonymi przez większość sejmową ustawami Stowarzyszenie zaapelowało 16 lipca 2017 o wzięcie udziału w milczącym „Łańcuchu światła”, tzn. otoczenie budynku Sądu Najwyższego światłem świec w celu wyrażenia sprzeciwu wobec przegłosowanych zmian. Wielotysięczne demonstracje przed sądami w całej Polsce trwały do momentu zawetowania przez Prezydenta RP ustaw o Sądzie Najwyższym i Krajowej Radzie Sądownictwa.
W tym okresie powstał plakat autorstwa Luki Rayskiego KonsTytucJa, który był używany podczas protestów związanych ze zmianami prawnymi.
Po zmianie ustawy o ustroju sądów powszechnych rozpoczęła się masowa wymiana prezesów sądów przez Ministra Sprawiedliwości. Wymieniono ich w ekspresowym tempie 158, w większości przypadków faksem, bez podania powodów. W kolejnym kroku, po uchwaleniu nowych ustaw, Sejm, mimo ogromnego sprzeciwu środowiska prawniczego oraz znacznej części społeczeństwa, powołał sędziowskich członków Krajowej Rady Sądownictwa, a także przeniósł w stan spoczynku wszystkich sędziów Sądu Najwyższego, którzy ukończyli 65 lat (ostatecznie wskutek orzeczenia Trybunału Sprawiedliwości Unii Europejskiej wycofano się z tej zmiany). Jednocześnie powołano dwie nowe izby Sądu Najwyższego: Izbę Kontroli Nadzwyczajnej i Spraw Publicznych oraz Izbę Dyscyplinarną. Stworzono dodatkowo nowy, rozbudowany system dyscyplinarny dla sędziów i przedstawicieli innych zawodów prawniczych.
SSP „Iustitia” postanowiła dokumentować działania Rzecznika Dyscyplinarnego Sędziów Sądów Powszechnych Piotra Schaba oraz jego zastępców Michała Lasoty i Przemysława W. Radzika. Zostały przedstawione w raporcie „Iustitii” „Sędziowie pod presją” wydanym w lipcu 2019
Zarząd Stowarzyszenia wypowiedział się negatywnie o postanowieniach tzw. ustawy dyscyplinującej, czyli ustawie z dnia 20 grudnia 2019 r. o zmianie ustawy – Prawo o ustroju sądów powszechnych, ustawy o Sądzie Najwyższym oraz niektórych innych ustaw.

## Postępowania dyscyplinarne wobec sędziów Iustitii

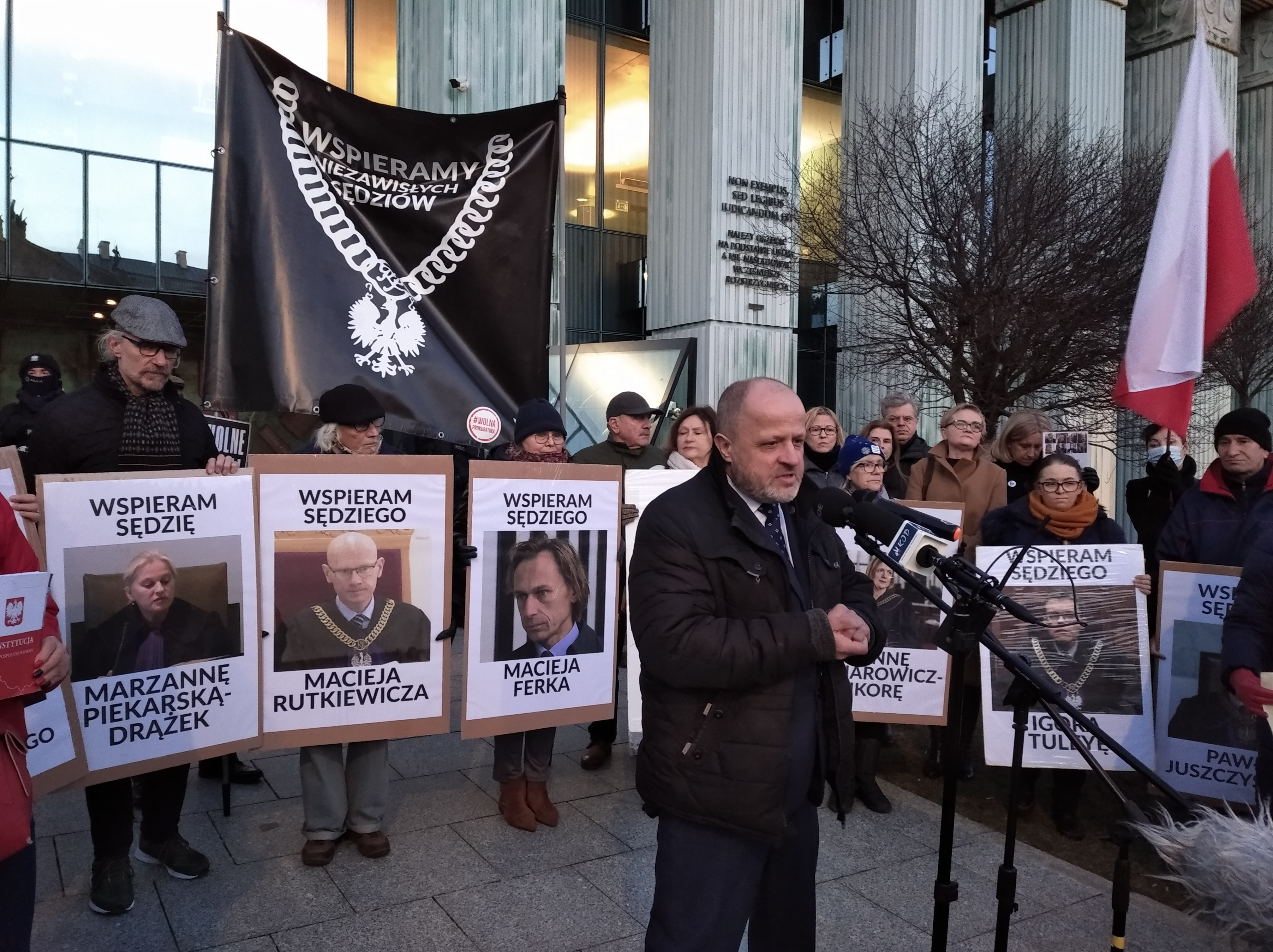
Piotr Gąciarek przemawiający na demonstracji pod hasłem „Żądamy przywrócenia niezależnych sędziow” w lutym 2022.

Sędziowie Stowarzyszenia Sędziów Polskich „Iustitia” są najczęściej spośród sędziów w Polsce grupą wzywaną do złożenia wyjaśnień Rzecznikom Dyscyplinarnym oraz w stosunku do której wszczynane są postępowania dyscyplinarne.
Prezesowi Iustitii – prof. Krystianowi Markiewiczowi Rzecznik Dyscyplinarny Przemysław Radzik postawił 55 zarzutów dyscyplinarnych – za jedno pismo, które rozesłał do 55 osób. Prezes, ale również inni członkowie stowarzyszenia, zdecydowali nie stawiać się na wezwania Rzecznika, uznając je za pozbawione podstaw prawnych.
Sędziowie ścigani są przez Rzeczników z powodów, które obejmują 4 kategorie. W lipcu 2019 Iustitia opublikowała szczegółowy raport na ten temat.
Sędziowie, którzy są lub byli ścigani za udział w debacie publicznej dot. praworządności, niezależności sądów i niezawisłości sędziów oraz za krytyczne wypowiedzi dotyczące reform wprowadzanych w obszarze Wymiaru Sprawiedliwości:
- Olimpia Barańska – Małuszek
- Monika Frąckowiak
- Piotr Gąciarek
- Marek Celej
- Małgorzata Kluziak
- Rafał Maciejewski
- Krystian Markiewicz
- Dariusz Mazur
- Bartłomiej Przymusiński
- Igor Tuleya

Sędziowie, którzy byli lub są ścigani w związku z działalnością edukacyjną na rzecz społeczeństwa:
- Olimpia Barańska – Małuszek
- Monika Frąckowiak
- Arkadiusz Krupa

Sędziowie, którzy byli lub są ścigani za stosowanie prawa europejskiego i wykonanie wyroku TSUE z 19.11.2019 r.
- Paweł Juszczyszyn
- Wojciech Maczuga

## Krytyka
Krajowa Rada Sądownictwa w 2023 podjęła stanowisko, że działalność Stowarzyszenia "Iustitia" stanowi zagrożenie dla obywateli i jest typowa dla partii politycznych, co stoi w sprzeczności z art. 178 ust. 3 Konstytucji RP stanowiącego, że sędzia nie może należeć do partii politycznej, związku zawodowego ani prowadzić działalności publicznej nie dającej pogodzić z zasadami niezawisłości sądów i niezawisłości sędziów.